# 5 Stelle Sardegna
5 Stelle Sardegna è stata un'emittente televisiva regionale sarda.
Tra le più longeve emittenti a carattere regionale della Sardegna, trasmetteva la propria programmazione dallo stabile 7 della Zona Industriale di Olbia. L'ultimo nome portato è tratto dalla syndication nazionale Cinquestelle, di cui fece parte dalla nascita fino all'estate 1999.

## Storia
L’emittente è nata ad Olbia nel 1978 sotto il nome di Teleregione Sarda, con una copertura limitata alla sola parte orientale della provincia di Sassari (Gallura).
Nell'ottobre 1985 acquista quasi interamente la rete di Canale 48, raggiungendo la copertura di tutto il Nord Sardegna, e cambia nome in Teleregione. 
Con la nascita del circuito nazionale Cinquestelle, Teleregione vi aderì trasmettendo, fin dal 19 febbraio 1988, i programmi della syndication.
Nel 1989 la proprietà rileva le frequenze appartenute all'emittente cagliaritana Odeon TV coprendo in questo modo le allora province di Cagliari ed Oristano.
Mediante ulteriori e successive acquisizioni e nuove accensioni di frequenze, da Teleregione nacquero altre due emittenti a copertura regionale, Univideo e Odeon TV (in pratica resuscitarono il marchio della fallita TV cagliaritana, che nulla ebbe a che vedere con l'omonimo network nazionale), con l'intenzione di creare un polo televisivo del nord Sardegna come risposta a quello dell'editore Grauso (con base a Cagliari).
Dal 28 giugno 1991 (fino alla primavera del 1997) anche Teleregione, così come le altre emittenti regionali italiane affiliate al circuito Cinquestelle, aderì al servizio di teletext Arianna: le pagine dalla 600 in poi erano gestite dalla syndication a livello nazionale (in collaborazione con Area e Colby), affittate a vari inserzionisti, mentre le restanti - gestite in questo caso dall'emittente olbiese - comprendevano informazioni di pubblica utilità, fra cui gli orari di partenza e arrivo in tempo reale dei voli Meridiana dagli aeroporti di Olbia - Costa Smeralda e di Alghero - Fertilia.
Nel marzo 1994, Teleregione prese il nome della syndication a cui apparteneva, diventando Cinquestelle Sardegna; le sorelle Univideo e Odeon TV presero il nome, rispettivamente, di Teleregione e Univideo (portando alla scomparsa del marchio Odeon TV, che fu poi riutilizzato fino al 1997 nel tentativo di non perdere la concessione della terza rete, in quanto essa stessa cessò le proprie trasmissioni nell'agosto 1994).
A partire dal 1999, con la prima chiusura del network Cinquestelle, l'emittente ebbe un restyling nel palinsesto, nel logo e nel nome, acquisendo il nome definitivo, dal 14 maggio 2000, di 5 Stelle Sardegna (nome che ha portato fino alla chiusura).
Il passaggio al digitale terrestre spinse il gruppo, nel corso degli anni, a cedere la storica emittente Teleregione (alla fine di gennaio 2004) a Telecom Italia, per estendere la copertura nazionale sia di LA7 che dell'allora primo multiplex DVB-T TIMB, oggi TIMB2); essa stessa traslocò sulle frequenze della già spenta - ma mai dismessa - Univideo, trasmettendovi i programmi del circuito Odeon fino al giugno 2006, allorché venne ceduta a La3 per un multiplex in DVB-H. Frattanto mantenuta l'emittente radiofonica olbiese Radio Internazionale (operante fino al 2018), il gruppo vide rinascere Teleregione nel febbraio 2009, sotto la direzione del noto conduttore Paul Dessanti.

### La crisi dell'emittente
Il 2010 è stato l'anno più difficile per 5 Stelle Sardegna. Il passaggio al digitale terrestre, nonché la forte concorrenza della concittadina TeleTirreno (nata nel 2003 dalle ceneri di Canale 35, emittente chiusa alla morte del suo fondatore) con conseguente necessità di investire per produrre un palinsesto competitivo, provoca forti difficoltà economiche: in conseguenza di ciò, i dipendenti entrano inizialmente in cassa integrazione, e diversi rimangono del tutto senza reddito a fine 2013 a causa di ritardi nei pagamenti sia da parte dell'INPS sia da parte della società proprietaria dell'emittente. Nonostante l'affiliazione a Canale Italia, la situazione diventa sempre più insostenibile, portando il personale a indire 3 giorni di sciopero nel luglio 2014, lamentando il disinteresse dell'editore Iervolino ad elaborare un vero piano di risposta alla crisi e la sua scarsa partecipazione alla gestione dell'emittente, da tempo abbandonata all'impegno non retribuito dei lavoratori.
A fine novembre cinque giornalisti e tecnici posti in passato in cassa integrazione a zero ore vengono definitivamente licenziati. Fra il 17 dicembre 2014 e il 6 gennaio 2015 la programmazione dell'emittente viene nuovamente sospesa per motivi di protesta, e riprende dopo un parziale accordo sindacale per ricevere almeno una parte degli arretrati, mentre si cerca di ottenere il concordato preventivo per l'azienda editrice, senza però alcun risultato.
L'estate 2015 vede il licenziamento di gran parte del personale e la sospensione delle trasmissioni sia di 5 Stelle Sardegna sia di Radio Internazionale, oltre che la dismissione del multiplex (che portò alla seconda chiusura della madre Teleregione). Rimasero in onda solo Canale Italia e l'emittente radiofonica, riattivata a settembre, in attesa dell'udienza per il concordato preventivo fissata per ottobre. A fine agosto 2016 5 Stelle risulta essere riattivata per trasmettere Radio Internazionale, tra le polemiche dei dipendenti ancora in attesa degli arretrati.
Il 23 maggio 2018 l'emittente viene dichiarata fallita dal Tribunale di Tempio Pausania   sancendo la fine definitiva del network olbiese a quarant'anni dalla sua fondazione. Alcuni dipendenti, tuttavia, torneranno in video nell'autunno 2021, nell'emittente madre Teleregione (ribattezzata Teleregione Live per via del cambio di nome del canale Gallura Live e gestita dalla Diocesi di Tempio-Ampurias)

## Programmi e volti noti
L'emittente aveva sede di trasmissione nella zona industriale di Olbia, mentre fino al 2014 ha avuto sedi anche a Sassari, Nuoro, Cagliari e Alghero.
Fino al 2011 circa è stata una tra le emittenti sarde con maggiori ascolti e la quarta per copertura del territorio regionale. La sua programmazione era basata in buona parte sull'infontainment regionale, con un occhio di riguardo al nord Sardegna (Olbia, Sassari, Alghero, Nuoro), tenendo sempre una finestra aperta su Cagliari e la politica regionale.
L'emittente è servita come trampolino di lancio a molti intrattenitori sardi, infatti a 5 Stelle Sardegna hanno lavorato Ambra Pintore (successivamente conduttrice di Sardegna Canta su Videolina, fino al 2022), Luigi Pelazza (divenuto poi inviato di punta del programma televisivo Le Iene), il quale conduceva dalla redazione di Alghero un programma antesignano dello show di Italia 1 chiamato I rompiscatole, e Paul Dessanti, il quale - formatosi nella sassarese Antenna 1 - condusse le trasmissioni Paul Bar, e Die pro Die.
Fra i direttori dell'emittente spicca Giancarlo Zanoli (1992-2004), il quale ha dato una veste sociale all'emittente con programmi e documentari che raccontavano il carcere e le comunità terapeutiche. Qui esordì, tra gli altri, la nota reporter Alessandra Addari, la quale passò nel 1996 a Videolina dove condusse, tra le altre trasmissioni la storica rubrica "Oggi al Mercato" per 20 anni, fino all'assunzione come direttrice editoriale a Tele Costa Smeralda).
Titoli dell'emittente furono, prima della crisi, Decoder (divenuto poi Stanza 101), talk show di politica, cronaca e costume a cura di Nardo Marino in collaborazione con Umberto Emanuele Ruggiu, Checkpoint, trasmissione di approfondimento giornalistico sui fatti avvenuti in Gallura e nel nord Sardegna, e la trasmissione sportiva Goleada, in onda al lunedì sera (contro Il processo di Biscardi).
L'emittente, inoltre, ritrasmise numerosi programmi ad interesse nazionale prodotti da emittenti locali di altre regioni, soprattutto nel periodo di affiliazione al network omonimo.

## Diffusione
In seguito al passaggio al digitale terrestre che è avvenuto in Sardegna nell'ottobre del 2008, al gruppo guidato da Gianni Iervolino (1945-2021) il Ministero delle Comunicazioni assegnò la frequenzaUHF 30, includendo nel suo pacchetto anche i canali del gruppo Canale Italia e l'emittente radiofonica Radio Internazionale.
A gennaio 2009 all'interno del mux 5 Stelle Sardegna, è tornato il canale Teleregione Sardegna, assente dall'etere sardo dal giugno 2006.
Il multiplex di 5 Stelle Sardegna, chiuso nel 2015, era formato dalle seguenti emittenti:
- 5 Stelle Sardegna: Canale principale dell'omonimo multiplex, (LCN 11);
- 5 Stelle Sardegna 2: Seconda rete del gruppo, trasmette repliche dei programmi di 5 Stelle Sardegna, (LCN 211);
- 5 Stelle Sardegna 3: Terza rete del gruppo, trasmette prevalentemente televendite, (LCN 604);
- Teleregione Sardegna (tutt'ora esistente): Quarta rete del gruppo, inizialmente aveva un palinsesto incentrato sulla cultura in Sardegna, negli anni 2010 si limitò a trasmettere repliche dei programmi di 5 Stelle Sardegna; tornata in onda nel 2021 con il nome Teleregione Live, torna ad avere palinsesto generalista, incentrato sulla cultura, sulla religione, sullo sport e sull'informazione dell'isola (LCN 111, oggi LCN 94);
- Canale Italia 83 (tutt'ora esistente): Emittente generalista padovana a carattere nazionale, (LCN 83);
- Canale Italia 84 (tutt'ora esistente): Emittente generalista padovana a carattere nazionale, (LCN 84);
- Radio Internazionale: Storica emittente radiofonica gallurese, ha trasmesso in tutta la Sardegna da Olbia fino al 2018.